# Šukys
Šukys ist ein litauischer männlicher Familienname, abgeleitet von šukos (dt. Kamm).

## Weibliche Formen
- Šukė (neutral)
- Šukytė (ledig)
- Šukienė (verheiratet)

## Personen
- Liudas Šukys (* 1972), Kulturpolitiker, Vizeminister
- Raimondas Šukys (*  1966), Jurist und Politiker, Innenminister, Gesundheitsminister, Mitglied des Seimas
- Silverijus Šukys (* 1945), Politiker, Bürgermeister von Klaipėda